# Shadow Kingdom
Shadow Kingdom es el cuadragésimo álbum de estudio del músico estadounidense Bob Dylan, publicado por la compañía discográfica Columbia Records el 2 de junio de 2023. Es el primer álbum con nuevas grabaciones de estudio en tres años, desde el lanzamiento de Rough and Rowdy Ways. Las canciones fueron grabadas en el Village Recorder de Los Ángeles (California) a comienzos de 2021 para acompañar el filme de Alma Har'el Shadow Kingdom: The Early Songs of Bob Dylan, que fue rodado a posteriori, y es el único trabajo de Dylan en el que toca con una banda que no incluye batería o percusión. Aunque ningún músico está referenciado en los créditos, varias fuentes identificaron a músicos de sesión veteranos como T Bone Burnett y Don Was.
Shadow Kingdom consiste en nuevas grabaciones de trece canciones de la primera mitad de la carrera musical de Dylan, además de un nuevo tema instrumental titulado "Sierra's Theme". El álbum fue precedido por el sencillo "Watching the River Flow", lanzado en YouTube y plataformas de streaming el 13 de abril de 2023.

## Lista de canciones
Todas las canciones escritas y compuestas por Bob Dylan. 
| N.º | Título                                         | Duración |  |
| 1.  | «When I Paint My Masterpiece»                  | 4:25     |  |
| 2.  | «Most Likely You Go Your Way and I'll Go Mine» | 3:32     |  |
| 3.  | «Queen Jane Approximately»                     | 5:14     |  |
| 4.  | «I'll Be Your Baby Tonight»                    | 3:04     |  |
| 5.  | «Just Like Tom Thumb's Blues»                  | 4:26     |  |
| 6.  | «Tombstone Blues»                              | 5:00     |  |
| 7.  | «To Be Alone with You»                         | 3:10     |  |
| 8.  | «What Was It You Wanted»                       | 5:03     |  |
| 9.  | «Forever Young»                                | 3:15     |  |
| 10. | «Pledging My Time»                             | 3:50     |  |
| 11. | «The Wicked Messenger»                         | 2:56     |  |
| 12. | «Watching the River Flow»                      | 3:00     |  |
| 13. | «It's All Over Now, Baby Blue»                 | 2:49     |  |
| 14. | «Sierra's Theme»                               | 4:23     |  |

## Personal
- Bob Dylan – voz, guitarra acústica y armónica.
- Jeff Taylor – acordeón.
- Greg Leisz – guitarra, pedal steel y mandolina.
- Tim Pierce – guitarra.
- T-Bone Burnett – guitarra.
- Ira Ingber – guitarra.
- Don Was – contrabajo.
- John Avila – bajo eléctrico.
- Doug Lacy – acordeón.
- Steve Bartek – guitarra acústica.[8]